# Javier Martínez Feduchi
Javier Feduchi Benlliure fue un arquitecto español. Es hijo del arquitecto Luis Martínez Feduchi (autor de edificio Capitol). Destacó por colaborar con su padre en algunas obras como el Hotel Castellana Hilton. Fue uno de los arquitectos diseñadores del edificio de Galerías Preciados en la Plaza de Callao.